# Modello trasformazionale
Il modello trasformazionale è un modello del ciclo di vita del software nato da lavori teorici condotti a partire dagli anni '70.

## Descrizione
Il processo di sviluppo viene visto come una trasformazione graduale di una specifica in un'implementazione. Attraverso maggiori approfondimenti le specifiche si chiariscono e migliorano per diventare esse stesse prototipo evolutivo.
Le fasi, quindi, sono due:
- Analisi e specifica dei requisiti;
- Ottimizzazione.

Le trasformazioni possono essere effettuate manualmente o automaticamente mediante l'uso di un ambiente di sviluppo software che potrebbe offrire ausili importanti come la convalida dei requisiti o una cronologia.
Il problema è che i requisiti rischiano di non essere allineati con il sistema.
Il modello, tuttavia, resta solo teorico e trova difficile applicazione pratica.